# Tripterospermum brevidentatum
Tripterospermum brevidentatum är en gentianaväxtart som beskrevs av Hul. Tripterospermum brevidentatum ingår i släktet Tripterospermum och familjen gentianaväxter. Inga underarter finns listade i Catalogue of Life.